# 不幸くんはキスするしかない!
『不幸くんはキスするしかない!』（ふこうくんはキスするしかない）は、露がも子によるボーイズラブ漫画作品。Pixivコミック内のウェブコミック配信サイト『ビーボーイP!』にて、2019年9月から連載中。2022年3月にはテレビドラマの製作が発表され（後述）、併せて連載が再開された。

## あらすじ
何をしても不運に見舞われる大学生の福原幸多は、笑顔の可愛い見た目の裏で不運にブチギレまくっている。新学期のある日、交通事故に遭いそうになったところを助けてくれた「顔の良い人種」の篠宮直哉と共にいると不幸に見舞われないことに気付いた。幸多はそんな直哉に友達になってほしく、言葉足らずなお願いをすると、勘違いから恋人になることになってしまった。幸多は、利用しているという後ろめたさを感じつつも、ともに行動することで不運に見舞われなくなったことが勝って偽の「恋人」関係を続けていくが、ある出来事がきっかけとなって二人の関係が変化していく。

## 登場人物

### 主要人物
福原幸多（ふくはら こうた）
歩いているだけで不運を呼び寄せてしまう不幸体質の大学生。
篠宮直哉（しのみや なおや）
顔も性格も良いが天然なところがある、幸運を引き寄せる幸運体質の大学生。

### 大学の友人
麦（むぎ）
大学の友人。部屋は足の踏み場が無いほど汚い。
サク
大学の友人。実家暮らし。

## 書誌情報
- 露がも子『不幸くんはキスするしかない!』リブレ〈ビボピーコミックス〉、既刊2巻（2022年5月19日現在）
  1. 2020年5月20日発売[2][3]、ISBN 978-4-7997-4783-4
  2. 2022年5月19日発売[4]、ISBN 978-4-7997-5725-3

## テレビドラマ
2022年3月4日、KADOKAWAがBLドラマレーベル「トゥンク」の新設と併せて、その第一弾作品として本作のドラマ化を発表。同年4月22日（21日深夜）から6月10日（9日深夜）まで毎日放送の新たな深夜ドラマ枠「ドラマシャワー」にて放送された。主演は曽田陵介と佐藤友祐（lol-エルオーエル-）。

### キャスト
福原幸多
演 - 曽田陵介（幼少期：松本優翔）

篠宮直哉
演 - 佐藤友祐（lol-エルオーエル-）

佐々木麦
演 - 中山咲月

辻村朔
演 - 押田岳

ミキ
演 - 畑芽育

アンナ
演 - 華村あすか

川原教授
演 - 松田洋治

八代先輩
演 - 高橋健介

ミナト
演 - 坪根悠仁

イツキ
演 - バンダリ亜砂也

### スタッフ
- 監督 - 吉野主[1]
- 脚本 - 金杉弘子[1]
- 音楽 - MOKU[8]
- オープニングテーマ - OCTPATH「Perfect」（YOSHIMOTO UNIVERSAL TUNES.）[9]
- エンディングテーマ - 小林柊矢「死ぬまで君を知ろう」（ユニバーサルJ）[9]
- 撮影協力 - 日本工業大学
- プロデューサー - 大杉真美、東香瑠、上浦侑奈、三木和史
- 製作者 - 堀内大示
- 企画 - 椿宜和
- 企画・プロデュース - KADOKAWA[9]
- 制作プロダクション - ビデオプランニング[8]
- 製作 - 「不幸くんはキスするしかない！」製作委員会、毎日放送[8]

### 放送日程
| 話数   | 放送日  | サブタイトル                        |
| ------ | ------- | ----------------------------------- |
| 第1話  | 4月22日 | 不幸くんはキスするしかない!         |
| 第2話  | 4月29日 | 不幸くんは土曜にデートするしかない! |
| 第3話  | 5月06日 | 不幸くんは日曜もデートするしかない! |
| 第4話  | 5月13日 | 不幸くんは同棲するしかない!         |
| 第5話  | 5月20日 | 不幸くんは恋するしかない!           |
| 第6話  | 5月27日 | 不幸くんは告白するしかない!         |
| 第7話  | 6月03日 | 不幸くんは恋人になるしかない!       |
| 最終話 | 6月10日 | 不幸くんは幸せになるしかない!       |

### 放送局
| 放送期間                | 放送時間                     | 放送局       | 対象地域   | 備考           |
| ----------------------- | ---------------------------- | ------------ | ---------- | -------------- |
| 2022年4月22日 - 6月10日 | 金曜 1:00 - 1:30（木曜深夜） | テレビ神奈川 | 神奈川県   | 29分先行放送。 |
|                         | 金曜 1:29 - 1:59（木曜深夜） | 毎日放送     | 近畿広域圏 | 製作局         |
| 2022年4月27日 - 6月15日 | 水曜 0:30 - 1:00（火曜深夜） | 群馬テレビ   | 群馬県     |                |
| 2022年4月28日 - 6月16日 | 木曜 1:00 - 1:30（水曜深夜） | とちぎテレビ | 栃木県     |                |
|                         | 木曜 23:00 - 23:30           | テレビ埼玉   | 埼玉県     |                |
|                         |                              | 千葉テレビ   | 千葉県     |                |

### ネット配信
| 配信開始月 | 配信サイト    | 配信料金     | 備考       |
| ---------- | ------------- | ------------ | ---------- |
| 2022年4月  | TVer          | 広告付き無料 | 見逃し配信 |
| 2022年4月  | MBS動画イズム | 広告付き無料 | 見逃し配信 |
| 2022年4月  | GYAO!         | 広告付き無料 | 見逃し配信 |
| 2022年4月  | Paravi        | 定額制有料   |            |
| 2022年4月  | Hulu          | 定額制有料   |            |
| 2022年4月  | MBS動画イズム | 定額制有料   |            |
| 2022年4月  | Rakuten TV    | 都度課金     |            |

| 毎日放送 ドラマシャワー                 | 毎日放送 ドラマシャワー                                      | 毎日放送 ドラマシャワー |
| 前番組                                  | 番組名                                                       | 次番組                  |
| --------------------------------------- | ------------------------------------------------------------ | ----------------------- |
| 枠設立前につき無し                      | 不幸くんはキスするしかない!                                  | 先輩、断じて恋では!     |
| 毎日放送 金曜 1:29 - 1:59（木曜深夜）枠 |                                                              |                         |
| アインシュタインの愛シタイン （再放送） | 不幸くんはキスするしかない! 【ここから「ドラマシャワー」枠】 | 先輩、断じて恋では!     |